# Copa Chile 2008-09
La Copa Chile 2008-09 fue la 29º versión del clásico torneo entre clubes de Chile (el cual no se realizaba desde el año 2000) y en el cual participaron clubes de la Primera División, Segunda División y Tercera División más 2 selecciones comunales y un campeón regional amateur; y es dirigido por la ANFP. Es el primero de este tipo que cuenta con el "Sistema Europeo de Eliminación" y el primero que incluyó a equipos de Tercera División.
Este torneo comenzó el 6 de julio de 2008 y terminó el 17 de febrero de 2009 con la final disputada en el Estadio Francisco Sánchez Rumoroso.
El campeón Universidad de Concepción obtuvo medio cupo para la Copa Sudamericana 2009, que debió definirse en el partido por la Copa Sudamericana 2009 ante el 2º lugar de la tabla general de la Fase Clasificatoria del Torneo Apertura 2009, Universidad de Chile.

## Equipos participantes
En total 55 equipos participaron: Los 19 equipos de Primera A (Primera División); los 12 equipos de Primera B (Segunda División); 21 equipos de Tercera División y 3 Equipos Regionales Australes. Este orden es según el campeonato 2008, y no cuenta los ascensos y descensos ocurridos a fines de temporada. Se excluyó a Deportes Concepción, ya que fue suspendido de toda competencia por problemas económicos.

### Primera División
De Primera División participaron los 19 equipos de la Temporada 2008.
| Nombre                    | Ciudad       | Fundación               | Estadio                                  | Capacidad |
| ------------------------- | ------------ | ----------------------- | ---------------------------------------- | --------- |
| Deportes Antofagasta      | Antofagasta  | 14 de mayo de 1966      | Regional de Antofagasta                  | 26.339    |
| Audax Italiano            | Santiago     | 30 de noviembre de 1910 | Bicentenario Municipal de La Florida     | 12.000    |
| Cobreloa                  | Calama       | 7 de enero de 1977      | Municipal de Calama                      | 20.180    |
| Cobresal                  | El Salvador  | 5 de mayo de 1979       | El Cobre                                 | 20.752    |
| Colo-Colo                 | Santiago     | 19 de abril de 1925     | Monumental                               | 47.000    |
| Everton                   | Viña del Mar | 24 de junio de 1909     | Sausalito                                | 23.000    |
| Huachipato                | Talcahuano   | 7 de junio de 1947      | Las Higueras                             | 10.000    |
| Deportes La Serena        | La Serena    | 9 de diciembre de 1955  | La Portada                               | 18.000    |
| Melipilla                 | Melipilla    | 24 de enero de 1992     | Municipal Roberto Bravo Santibáñez       | 6.500     |
| Ñublense                  | Chillán      | 20 de agosto de 1916    | Bicentenario Nelson Oyarzún Arenas       | 12.000    |
| O'Higgins                 | Rancagua     | 7 de abril de 1955      | El Teniente                              | 25.000    |
| Palestino                 | Santiago     | 20 de agosto de 1920    | Municipal de La Cisterna                 | 12.000    |
| Provincial Osorno         | Osorno       | 5 de junio de 1983      | Municipal Rubén Marcos Peralta           | 10.800    |
| Rangers                   | Talca        | 2 de noviembre de 1902  | Fiscal de Talca                          | 17.020    |
| Santiago Morning          | Santiago     | 16 de octubre de 1903   | Municipal de La Pintana                  | 2.700     |
| Universidad Católica      | Santiago     | 21 de abril de 1937     | San Carlos de Apoquindo                  | 20.000    |
| Universidad de Chile      | Santiago     | 24 de mayo de 1927      | Estadio Nacional Julio Martínez Prádanos | 65.000    |
| Universidad de Concepción | Concepción   | 8 de agosto de 1994     | Municipal Alcaldesa Esther Roa           | 35.000    |
| Unión Española            | Santiago     | 18 de mayo de 1897      | Santa Laura                              | 28.500    |

### Primera B
De Primera B participaron los 12 equipos de la Temporada 2008.
| Nombre                | Ciudad       | Fundación              | Estadio                          | Capacidad |
| --------------------- | ------------ | ---------------------- | -------------------------------- | --------- |
| Deportes Copiapó      | Copiapó      | 9 de marzo de 1999     | Luis Valenzuela Hermosilla       | 15.000    |
| Coquimbo Unido        | Coquimbo     | 15 de agosto de 1957   | Francisco Sánchez Rumoroso       | 18.000    |
| Curicó Unido          | Curicó       | 26 de febrero de 1973  | La Granja                        | 6000      |
| Fernández Vial        | Concepción   | 15 de junio de 1903    | Municipal de Concepción          | 35.000    |
| Municipal Iquique     | Iquique      | 21 de mayo de 1978     | Tierra de Campeones              | 12.500    |
| Lota Schwager         | Coronel      | 10 de mayo de 1966     | Municipal Federico Schwager      | 6000      |
| Deportes Puerto Montt | Puerto Montt | 6 de mayo de 1983      | Regional de Chinquihue           | 11.300    |
| San Luis              | Quillota     | 8 de diciembre de 1919 | Municipal Lucio Fariña Fernández | 7.500     |
| San Marcos de Arica   | Arica        | 14 de febrero de 1978  | Carlos Dittborn                  | 17.780    |
| Santiago Wanderers    | Valparaíso   | 15 de agosto de 1892   | Regional Chiledeportes           | 18.500    |
| Unión La Calera       | La Calera    | 26 de enero de 1954    | Municipal Nicolás Chahuán        | 15.000    |
| Unión San Felipe      | San Felipe   | 16 de octubre de 1956  | Municipal de San Felipe          | 13.160    |

### Tercera División
De Tercera División van en total 21 equipos: 12 de los 14 equipos del "Grupo A" (se eximen General Velásquez y Provincial Temuco), 2 del "Grupo B" (Barnechea y Ferroviarios), 3 del "Grupo C" (Cabildo AGC, Unión Quilpué y Provincial Talagante) y 4 del "Grupo D" (Municipal Mejillones, Revisora Ormazábal, Deportes Tocopilla y Unión Bellavista). Inicialmente solo iban a ser los 14 equipos del "Grupo A".
| Nombre               | Ciudad       | Fundación                | Estadio                        | Capacidad |
| -------------------- | ------------ | ------------------------ | ------------------------------ | --------- |
| Barnechea            | Lo Barnechea | 23 de diciembre de 1929  | Deportivo Lo Barnechea         | 1.800     |
| Cabildo AGC          | Cabildo      | 5 de septiembre de 2001  | Centenario de Cabildo          | 3.000     |
| Colchagua            | San Fernando | 23 de enero de 1957      | Jorge Silva Valenzuela         | 7.000     |
| Ferroviarios         | Santiago     | 14 de julio de 1916      | San Eugenio                    | 5.000     |
| Iberia               | Los Ángeles  | 15 de junio de 1933      | Municipal de Los Ángeles       | 4.150     |
| Linares Unido        | Linares      | 19 de noviembre de 1955  | Municipal de Linares           | 4.000     |
| Magallanes           | Maipú        | 27 de octubre de 1897    | Santiago Bueras                | 6000      |
| Malleco Unido        | Angol        | 25 de marzo de 1974      | Municipal Alberto Larraguibel  | 2.345     |
| Municipal Mejillones | Mejillones   | 14 de noviembre de 1946  | Municipal de Mejillones        | 1.500     |
| Naval                | Talcahuano   | 24 de agosto de 1972     | El Morro                       | 7.142     |
| Revisora Ormazábal   | Antofagasta  | 3 de enero de 1981       | Regional de Antofagasta        | 26.350    |
| Deportes Ovalle      | Ovalle       | 1 de enero de 1963       | Municipal de Ovalle            | 8.000     |
| Unión Quilpué        | Quilpué      | 14 de febrero de 2002    | Municipal Villa Olímpica       | 2.694     |
| Deportes Santa Cruz  | Santa Cruz   | 25 de mayo de 1913       | Municipal Joaquín Muñoz García | 3.200     |
| Provincial Talagante | Talagante    | 3 de febrero de 2006     | Municipal Lucas Pacheco T.     | 2.883     |
| Deportes Temuco      | Temuco       | 22 de febrero de 1960    | Bicentenario Germán Becker     | 18.125    |
| Unión Temuco         | Temuco       | 10 de enero de 2008      | Municipal de Lautaro           | 2000      |
| Deportes Tocopilla   | Tocopilla    | 27 de marzo de 2006      | Municipal Ascanio Cortés T.    | 5.000     |
| Trasandino           | Los Andes    | 1 de abril de 1906       | Regional de Los Andes          | 3.400     |
| Unión Bellavista     | Antofagasta  | 12 de septiembre de 1896 | Regional de Antofagasta        | 26.350    |
| Deportes Valdivia    | Valdivia     | 5 de junio de 1983       | Municipal de Valdivia          | 5.400     |

### Selecciones comunales
Son 2 selecciones comunales (Puerto Aysén y Punta Arenas) y un campeón regional amateur (San Juan de Lago Pollux). Inicialmente, y por un error en la información oficial, se incluía a un equipo llamado "Ferroviarios de Illapel", pero después se comprobó que era Ferroviarios de Chile el equipo que jugaría de local en dicha ciudad por esta edición de la Copa.
| Nombre                  | Ciudad       | Fundación               | Estadio                   | Capacidad | Director técnico |
| ----------------------- | ------------ | ----------------------- | ------------------------- | --------- | ---------------- |
| San Juan de Lago Pollux | Coyhaique    | 5 de septiembre de 1945 | Regional de Coyhaique     | 1.000     | Germán González  |
| Puerto Aysén            | Puerto Aysén |                         | ANFA de Puerto Aysén      | 1.300     |                  |
| Punta Arenas            | Punta Arenas | 10 de enero de 1967     | Municipal Antonio Rispoli | 4.500     | Rodolfo Rogel    |

## Sistema de campeonato
El torneo comenzó el 6 de julio de 2008 y terminó en febrero de 2009. El campeón se embolsa 70 millones de pesos y opta a medio cupo para la Copa Sudamericana disputando un partido de ida y vuelta con un equipo no confirmado el año 2009; el ganador de esta fase pasará a ser "Chile 2" en la Copa Sudamericana 2009.
El torneo comienza así:
- Fase preliminar: 21 equipos de Tercera División y 3 Selecciones Regionales se eliminan entre sí.

- Primera ronda: Los 12 equipos vencedores de la Fase Preliminar deberán enfrentarse a los 12 equipos de Primera B.

- Segunda ronda: Los 12 equipos vencedores de la Primera Ronda más el Mejor Perdedor se enfrentarán a los 19 equipos de Primera A, formando 16 parejas

- Tercera ronda: los 16 equipos vencedores de la fase anterior juegan entre sí

- Fase final o Torneo de Verano: Los 8 equipos ganadores de la fase anterior se dividirán en 2 Zonas. En cada Zona se formarán dos parejas de equipos y los ganadores de cada partido jugarán la final Zonal. Los Clubes ganadores de cada Final Zonal jugarán la final de la Copa y será titulado Campeón de la Copa Chile.

## Desarrollo

### Fase preliminar
Será disputada por 21 equipos de Tercera División (tercera categoría) y 3 selecciones comunales invitadas, siendo sorteadas 12 parejas que disputarán encuentros de ida y vuelta tal cual como es en los playoffs en el torneo de Primera División. El criterio para formar estas parejas será por orden geográfico y asunto económico.
En esta serie se define a los 12 equipos que pasarán a la primera ronda, quienes se enfrentarán a los 12 equipos de Primera B.
| Fase preliminar (ANFA y equipos comunales) | Fase preliminar (ANFA y equipos comunales) | Fase preliminar (ANFA y equipos comunales) | Fase preliminar (ANFA y equipos comunales) | Fase preliminar (ANFA y equipos comunales) | Fase preliminar (ANFA y equipos comunales) | Fase preliminar (ANFA y equipos comunales) | Fase preliminar (ANFA y equipos comunales) | Fase preliminar (ANFA y equipos comunales) | Fase preliminar (ANFA y equipos comunales) |
| Llave                                      | Equipo ida                                 | Equipo vuelta                              | Día                                        | Hora                                       | Resultado ida                              | Día                                        | Hora                                       | Resultado vuelta                           | Resultado global                           |
| ------------------------------------------ | ------------------------------------------ | ------------------------------------------ | ------------------------------------------ | ------------------------------------------ | ------------------------------------------ | ------------------------------------------ | ------------------------------------------ | ------------------------------------------ | ------------------------------------------ |
| FP-N1                                      | Unión Bellavista                           | Revisora Ormazábal                         | 9/7                                        | 16:00                                      | 4-4                                        | 16/7                                       | 15:30                                      | 2-6                                        | 6-10                                       |
| FP-N2                                      | Deportes Tocopilla                         | Municipal Mejillones                       | 9/7                                        | 15:00                                      | 2-1                                        | 16/7                                       | 16:00                                      | 1-2                                        | 3-3; 5-4(pen)                              |
| FP-N3                                      | Ferroviarios                               | Deportes Ovalle                            | 9/7                                        | 18:30                                      | 3-3                                        | 16/7                                       | 18:30                                      | 0-0                                        | 3-3 (gv)                                   |
| FP-C1                                      | Cabildo AGC                                | Unión Quilpué                              | 9/7                                        | 20:00                                      | 1-2                                        | 16/7                                       | 15:30                                      | 3-3                                        | 4-5                                        |
| FP-C2                                      | Barnechea                                  | Provincial Talagante                       | 9/7                                        | 11:30                                      | 1-3                                        | 16/7                                       | 16:00                                      | 3-3                                        | 4-6                                        |
| FP-C3                                      | Trasandino                                 | Linares Unido                              | 9/7                                        | 18:30                                      | 0-1                                        | 16/7                                       | 15:30                                      | 0-2                                        | 0-3                                        |
| FP-C4                                      | Santa Cruz                                 | Colchagua C.D.                             | 9/7                                        | 20:30                                      | 3-0                                        | 16/7                                       | 15:30                                      | 1-4                                        | 4-4 (gv)                                   |
| FP-S1                                      | Naval                                      | Deportes Valdivia                          | 9/7                                        | 15:30                                      | 0-2                                        | 16/7                                       | 16:00                                      | 0-0                                        | 0-2                                        |
| FP-S2                                      | Malleco Unido                              | Iberia                                     | 9/7                                        | 19:00                                      | 1-1                                        | 16/7                                       | 15:30                                      | 2-0                                        | 3-1                                        |
| FP-S3                                      | Unión Temuco                               | Deportivo Temuco                           | 9/7                                        | 15:00                                      | 3-0                                        | 16/7                                       | 15:00                                      | 2-2                                        | 5-2                                        |
| FP-S4                                      | San Juan                                   | Puerto Aysén                               | 20/7                                       | 15:00                                      | 4-1                                        | 27/7                                       | 15:30                                      | 2-4                                        | 6-5                                        |
| FP-S5                                      | Punta Arenas                               | Magallanes                                 | 6/7                                        | 11:00                                      | 1-2                                        | 16/7                                       | 11:30                                      | 1-5                                        | 2-7                                        |

- Nota: Los horarios corresponden a la hora de Chile (UTC-4)

### Primera fase
Como curiosidad, 6 de los 12 equipos clasificados a la segunda fase fueron equipos de Tercera División (ANFA)
| I-S3 | Unión Temuco         | 2 - 4       | Fernández Vial        | Municipal de Lautaro    | 13 de agosto     | 15:00 |  |
| I-S2 | Malleco Unido        | 1(2) - (4)1 | Lota Schwager         | Alberto Larraguibel     | 13 de agosto     | 20:00 |  |
| I-N1 | Revisora Ormazábal   | 2 - 1       | San Marcos de Arica   | Regional de Antofagasta | 26 de agosto     | 16:00 |  |
| I-C1 | Unión Quilpué        | 0 - 2       | San Luis              | Villa Olímpica          | 27 de agosto     | 15:30 |  |
| I-C2 | Provincial Talagante | 1(6) - (5)1 | Unión San Felipe (*)  | Lucas Pacheco Toro      | 27 de agosto     | 19:00 |  |
| I-C3 | Linares Unido        | 1(5) - (6)1 | Curicó Unido          | Municipal de Linares    | 27 de agosto     | 20:00 |  |
| I-N2 | Deportes Tocopilla   | 1(8) - (7)1 | Municipal Iquique     | Ascanio Cortés Torres   | 27 de agosto     | 21:00 |  |
| I-N3 | Deportes Ovalle      | 3 - 1       | Coquimbo Unido        | Municipal de Ovalle     | 11 de septiembre | 19:00 |  |
| I-C4 | Deportes Santa Cruz  | 1 - 3       | Unión La Calera       | Joaquín Muñoz García    | 11 de septiembre | 20:00 |  |
| I-S1 | Deportes Valdivia    | 1 - 0       | Deportes Puerto Montt | Parque Municipal        | 14 de septiembre | 16:00 |  |
| I-S5 | Magallanes           | 1 - 0       | Deportes Copiapó      | Santiago Bueras         | 17 de septiembre | 15:30 |  |
| I-S4 | Coyhaique            | 0 - 6       | Santiago Wanderers    | Regional de Coyhaique   | 18 de septiembre | 11:00 |  |

- Nota: (*) Unión San Felipe clasifica como mejor perdedor de la primera ronda por sorteo.

### Segunda fase
Clasificaron a tercera fase 13 equipos de Primera División, 2 de Primera B (Unión La Calera y Santiago Wanderers), y 1 de Tercera División (Deportes Ovalle).
| II-S3 | Fernández Vial       | 2 - 4       | Colo-Colo                 | Municipal de Concepción  | 25 de septiembre | 22:00 | C13 |
| II-C7 | Unión La Calera      | 1(4) - (3)1 | Everton                   | Nicolás Chahuán Nazar    | 1 de octubre     | 20:00 |     |
| II-N1 | Revisora Ormazábal   | 0 - 1       | Deportes Antofagasta      | Regional de Antofagasta  | 2 de octubre     | 20:00 |     |
| II-N2 | Deportes Tocopilla   | 1 - 3       | Cobreloa                  | Ascanio Cortés Torres    | 2 de octubre     | 21:00 |     |
| II-S4 | Santiago Wanderers   | 1 - 0       | Universidad de Chile      | Regional Chiledeportes   | 2 de octubre     | 22:00 | C13 |
| II-N3 | Magallanes           | 0 - 2       | Cobresal                  | Santiago Bueras          | 7 de octubre     | 17:00 |     |
| II-S2 | Lota Schwager        | 0(3) - (4)0 | Universidad de Concepción | Federico Schwager        | 8 de octubre     | 16:00 |     |
| II-C1 | San Luis             | 0 - 2       | Unión Española            | Lucio Fariña Fernández   | 8 de octubre     | 19:00 |     |
| II-C3 | Provincial Talagante | 0 - 1       | Deportes Melipilla        | Lucas Pacheco Toro       | 8 de octubre     | 19:30 |     |
| II-N4 | Deportes Ovalle      | 0(4) - (3)0 | Deportes La Serena        | Municipal de Ovalle      | 8 de octubre     | 19:30 |     |
| II-S1 | Deportes Valdivia    | 0 - 6       | Provincial Osorno         | Parque Municipal         | 8 de octubre     | 20:00 |     |
| II-C6 | Unión San Felipe     | 2(4) - (5)2 | Rangers                   | Municipal de San Felipe  | 8 de octubre     | 20:30 |     |
| II-C5 | Curicó Unido         | 1 - 2       | O'Higgins                 | La Granja                | 8 de octubre     | 21:00 |     |
| II-C2 | Audax Italiano       | 3 - 0       | Universidad Católica      | Monumental               | 9 de octubre     | 22:00 | C13 |
| II-C4 | Palestino            | 0 - 1       | Santiago Morning          | Municipal de La Cisterna | 11 de octubre    | 16:00 |     |
| II-C8 | Ñublense             | 1(3) - (5)1 | Huachipato                | Arístides Bahamondes     | 11 de octubre    | 16:00 |     |

### Tercera fase
| III-C3 | Unión Española     | 4 - 3       | Santiago Morning          | Santa Laura              | 16 de octubre | 22:00 | C13 |
| III-C2 | Santiago Wanderers | 2(4) - (3)2 | Audax Italiano            | Regional Chiledeportes   | 23 de octubre | 22:00 | C13 |
| III-S1 | Huachipato         | 2 - 1       | O'Higgins                 | Municipal de Concepción  | 28 de octubre | 20:00 |     |
| III-C4 | Deportes Melipilla | 2 - 1       | Rangers                   | Roberto Bravo Santibáñez | 28 de octubre | 20:30 |     |
| III-N1 | Cobreloa           | 0(5) - (4)0 | Deportes Antofagasta      | Municipal de Calama      | 29 de octubre | 16:00 |     |
| III-S2 | Provincial Osorno  | 1(1) - (4)1 | Universidad de Concepción | Rubén Marcos Peralta     | 29 de octubre | 20:00 |     |
| III-N2 | Deportes Ovalle    | 1(4) - (3)1 | Cobresal                  | Municipal de Ovalle      | 29 de octubre | 20:00 |     |
| III-C1 | Unión La Calera    | 3(4) - (5)3 | Colo-Colo                 | Nicolás Chahuán Nazar    | 30 de octubre | 22:00 | C13 |

### Fase final o Torneo de Verano
Los clubes clasificados son: Colo Colo, Cobreloa, Huachipato, Unión Española, U. de Concepción, Santiago Wanderers, D. Ovalle y D. Melipilla.
Se dividieron los equipos en 2 grupos zonales. El grupo A lo integran Colo Colo, D. Ovalle, Santiago Wanderers y Huachipato. El grupo B está formado por D. Melipilla, Unión Española, Cobreloa y U. de Concepción.
|  | Cuartos de final          | Cuartos de final |                           |                           | Semifinales   | Semifinales   |  |                 | Final         | Final         |  |
|  | 3 y 5 de febrero          | 3 y 5 de febrero |                           |                           | 11 de febrero | 11 de febrero |  |                 | 17 de febrero | 17 de febrero |  |
|  |                           |                  |                           |                           |               |               |  |                 |               |               |  |
|  |                           |                  |                           |                           |               |               |  |                 |               |               |  |
|  | Deportes Ovalle           | 2 (4)            |                           |                           |               |               |  |                 |               |               |  |
|  | Deportes Ovalle           | 2 (4)            |                           |                           |               |               |  |                 |               |               |  |
|  | Colo-Colo                 | 2 (1)            |                           |                           |               |               |  |                 |               |               |  |
|  | Colo-Colo                 | 2 (1)            |                           | Deportes Ovalle           | 2 (3)         |               |  |                 |               |               |  |
|  |                           |                  |                           | Deportes Ovalle           | 2 (3)         |               |  |                 |               |               |  |
|  |                           |                  | Huachipato                | 2 (0)                     |               |               |  |                 |               |               |  |
|  | Santiago Wanderers        | 0 (2)            | Huachipato                | 2 (0)                     |               |               |  |                 |               |               |  |
|  | Santiago Wanderers        | 0 (2)            |                           |                           |               |               |  |                 |               |               |  |
|  | Huachipato                | 0 (4)            |                           |                           |               |               |  |                 |               |               |  |
|  | Huachipato                | 0 (4)            |                           |                           |               |               |  | Deportes Ovalle | 1             |               |  |
|  |                           |                  |                           |                           |               |               |  | Deportes Ovalle | 1             |               |  |
|  |                           |                  | Universidad de Concepción | 2                         |               |               |  |                 |               |               |  |
|  | Cobreloa                  | 0                | Universidad de Concepción | 2                         |               |               |  |                 |               |               |  |
|  | Cobreloa                  | 0                |                           |                           |               |               |  |                 |               |               |  |
|  | Universidad de Concepción | 3                |                           |                           |               |               |  |                 |               |               |  |
|  | Universidad de Concepción | 3                |                           | Universidad de Concepción | 2             |               |  |                 |               |               |  |
|  |                           |                  |                           | Universidad de Concepción | 2             |               |  |                 |               |               |  |
|  |                           |                  | Unión Española            | 1                         |               |               |  |                 |               |               |  |
|  | Deportes Melipilla        | 0                | Unión Española            | 1                         |               |               |  |                 |               |               |  |
|  | Deportes Melipilla        | 0                |                           |                           |               |               |  |                 |               |               |  |
|  | Unión Española            | 1                |                           |                           |               |               |  |                 |               |               |  |
|  | Unión Española            | 1                |                           |                           |               |               |  |                 |               |               |  |
|  |                           |                  |                           |                           |               |               |  |                 |               |               |  |

#### Cuartos de final
| FF-B1 | Cobreloa           | 0 - 3       | Universidad de Concepción | Francisco Sánchez Rumoroso | 3 de febrero | 19:00 | C13 |
| FF-A1 | Deportes Ovalle    | 2(4) - (1)2 | Colo-Colo                 | Francisco Sánchez Rumoroso | 3 de febrero | 22:00 | C13 |
| FF-A2 | Santiago Wanderers | 0(2) - (4)0 | Huachipato                | Regional Chiledeportes     | 5 de febrero | 19:00 | C13 |
| FF-B2 | Deportes Melipilla | 0 - 1       | Unión Española            | Regional Chiledeportes     | 5 de febrero | 21:30 | C13 |

#### Semifinales
| FF-A1 | Deportes Ovalle           | 2(3) - (0)2 | Huachipato     | Bicentenario de La Florida | 11 de febrero | 20:00 | CDF C13 |
| FF-B1 | Universidad de Concepción | 2 - 1       | Unión Española | Bicentenario de La Florida | 11 de febrero | 22:15 | CDF C13 |

### Final
| Deportes Ovalle | 1 - 2 | Universidad de Concepción | Francisco Sánchez Rumoroso | 17 de febrero | 22:10 | CDF C13 |

## Campeón
| Copa Chile                                    |
| Campeón Universidad de Concepción 1.er Título |

## Premios
El campeón disputará un partido único en cancha neutral contra aquel equipo que obtenga el 2º lugar de la tabla general de la Etapa Clasificatoria del Torneo Apertura 2009, para determinar al representante en la Copa Sudamericana 2009, denominado como  “Chile Dos” . En dichos partidos, hará de local en primera instancia el equipo Campeón de la Copa Chile, terminando como local el equipo que designe la ANFP.

### Premio en dinero
En la fase preliminar del torneo (donde se enfrentan los equipos amateurs): el equipo que oficie de local recibirá el 100% de la recaudación. No hay premio en dinero extra por partido o fase ganada.
A partir de la primera fase de competencia, los clubes ganadores recibirán los siguientes premios, en pesos:
- Ganadores Primera Fase $ 2.000.000
- Ganadores Segunda Fase $ 3.500.000
- Ganadores Tercera Fase $ 5.000.000
- Ganador 1º partido Torneo de Verano $ 6.000.000
- Ganador 2º partido Torneo de Verano $ 10.000.000
- Sub-Campeón Torneo de Verano $ 10.000.000
- Campeón Torneo de Verano $ 50.000.000

## Goleadores
Goleadores del torneo:
| Jugador                | Goles | Equipo                    |
| ---------------------- | ----- | ------------------------- |
| Lucas Barrios          | 4     | Colo-Colo                 |
| Manuel Neira           | 4     | Unión Española            |
| Julio César Laffatigue | 3     | Universidad de Concepción |
| Carlos Espinosa        | 3     | Deportes Melipilla        |
| Gamadiel García        | 3     | Huachipato                |
| Joel Soto              | 3     | Santiago Wanderers        |
| Esteban Paredes        | 3     | Santiago Morning          |

### Tripletas, pókers o manos
Aquí se encuentra la lista de tripletas o hat-tricks, póker de goles y manos (en general, tres o más goles anotados por un jugador en un mismo encuentro) convertidos durante el torneo:
| # | Fecha      | Jugador         | Goles | Local          | Resultado | Visitante          | Jornada      |
| - | ---------- | --------------- | ----- | -------------- | --------- | ------------------ | ------------ |
| 1 | 18/09/2008 | Joel Soto       |       | Coyhaique      | 0 - 6     | Santiago Wanderers | Primera fase |
| 2 | 16/10/2008 | Esteban Paredes |       | Unión Española | 4 - 3     | Santiago Morning   | Tercera fase |
| 3 | 16/10/2008 | Manuel Neira    |       | Unión Española | 4 - 3     | Santiago Morning   | Tercera fase |